# Midwest Emo
Midwest Emo (oder Midwestern Emo) bezeichnet eine Emo-Szene und/oder das Subgenre, das sich in den 1990er Jahren im Mittleren Westen der Vereinigten Staaten entwickelte. Durch die Verwendung unkonventioneller Gesangsstile, ausgeprägter Gitarrenriffs und arpeggierter Melodien entfernten sich die Emo-Bands des Mittleren Westens von den Hardcore-Punk-Wurzeln des Genres und griffen auf Indie-Rock- und Math-Rock-Ansätze zurück. Laut dem Autor und Kritiker Andy Greenwald "war dies die Zeit, in der Emo viele, wenn nicht sogar alle der Stereotypen verdiente, die bis heute Bestand haben: knabengetriebene, brillentragende, übermäßig empfindliche, übermäßig kluge, gitarrengetriebene College-Musik". Emo aus dem Mittleren Westen wird manchmal austauschbar mit "Emo der zweiten Welle" verwendet.

## Charakteristik
Laut dem Chicago-Reader-Kritiker Leor Galil verwandelten die Bands der zweiten Welle der Midwest-Emo Szene "die eckige Wut des D.C.-Emo in etwas Formbares, Melodisches und Kathartisches - zu ihren gemeinsamen Merkmalen gehörten Gitarrenparts, tuckernde Basslines und unkonventioneller Gesang, der wie ein süßes Nachbarskind ohne Gesangsausbildung, aber mit viel Herz klang". Das Genre enthält Elemente aus dem Indie-Rock und zeichnet sich auch durch "düstere Akkordfolgen" und arpeggierte Gitarrenmelodien aus. Der Emo des mittleren Westens wird auch häufig mit der Verwendung von Math-Rock-Elementen in Verbindung gebracht.
Die Emo-Szene des Mittleren Westens trat Mitte der 1990er Jahre mit Bands wie American Football, Chamberlain, The Promise Ring, Cap’n Jazz, Cursive, Mineral und The Get Up Kids in den Vordergrund. Braid galt als wichtiger Akt, um den Emo-Sound des Mittleren Westens in den Vereinigten Staaten voranzutreiben. Einige der Acts, mit denen der Sound geübt werden sollte, stammten ursprünglich ebenfalls nicht aus dem Mittleren Westen der Vereinigten Staaten, wobei Sunny Day Real Estate aus Washington und Mineral aus Texas stammten.
Der Emo des Mittleren Westens hat in den späten 2000er Jahren mit Labels wie Count Your Lucky Stars Records, aber auch mit Bands wie CSTVT, Oliver Houston, Into It. Over It., Algernon Cadwallader, Snowing und Tigers Jaw einen Aufschwung erlebt. Revival-Bands wie The World Is a Beautiful Place & I Am No Longer Afraid to Die mischten den mittelwestlichen Emo-Sound mit Genres wie Post-Rock und Orchestermusik.

## Nennenswerte Bands
- Cap’n Jazz (1989–1995)
- Tiny Moving Parts (seit 2008)
- Sunny Day Real Estate (1992–2014)
- The Promise Ring (seit 1995)
- Algernon Cadwallader (2005–2012)
- Mineral (1994–1998)
- American Football (1997–2000, seit 2014)